# 645 Agrippina
645 Agrippina este o planetă minoră (asteroid), cu un diametru de 28,916 km, din centura de asteroizi. A fost descoperită pe 13 septembrie 1907 la Taunton⁠(d) de Joel Hastings Metcalf⁠(d) și a fost numită după Agrippina Maior. 
Obiectul prezintă o orbită caracterizată de o semiaxă mare de 3,2148134875686 UAi, o excentricitate de 0,13918269104352, o înclinație de 7,026 ° în raport cu ecliptica.